# Fédération internationale de pêche sportive
La Fédération internationale de pêche sportive (FIPS) regroupe les fédérations nationales de pêcheurs à la mouche.
Parmi ses compétences, elle détermine notamment les règlements des compétitions de pêche en réservoir (lacs) et en rivières.
La FIPS est membre de la CIPS (Confédération internationale de pêche sportive) qui regroupe les fédérations internationales de pêche à la mouche, au lancer, en mer, etc.